# ويليام أوليفر ستون
ويليام أوليفر ستون (بالإنجليزية: William Oliver Stone)‏ هو رسام أمريكي، ولد في 26 سبتمبر 1830، وتوفي في 15 سبتمبر 1875.